# 1808 en santé et médecine
| Années de la santé et de la médecine : 1805 - 1806 - 1807 - 1808 - 1809 - 1810 - 1811    |
| Décennies de la santé et de la médecine : 1770 - 1780 - 1790 - 1800 - 1810 - 1820 - 1830 |

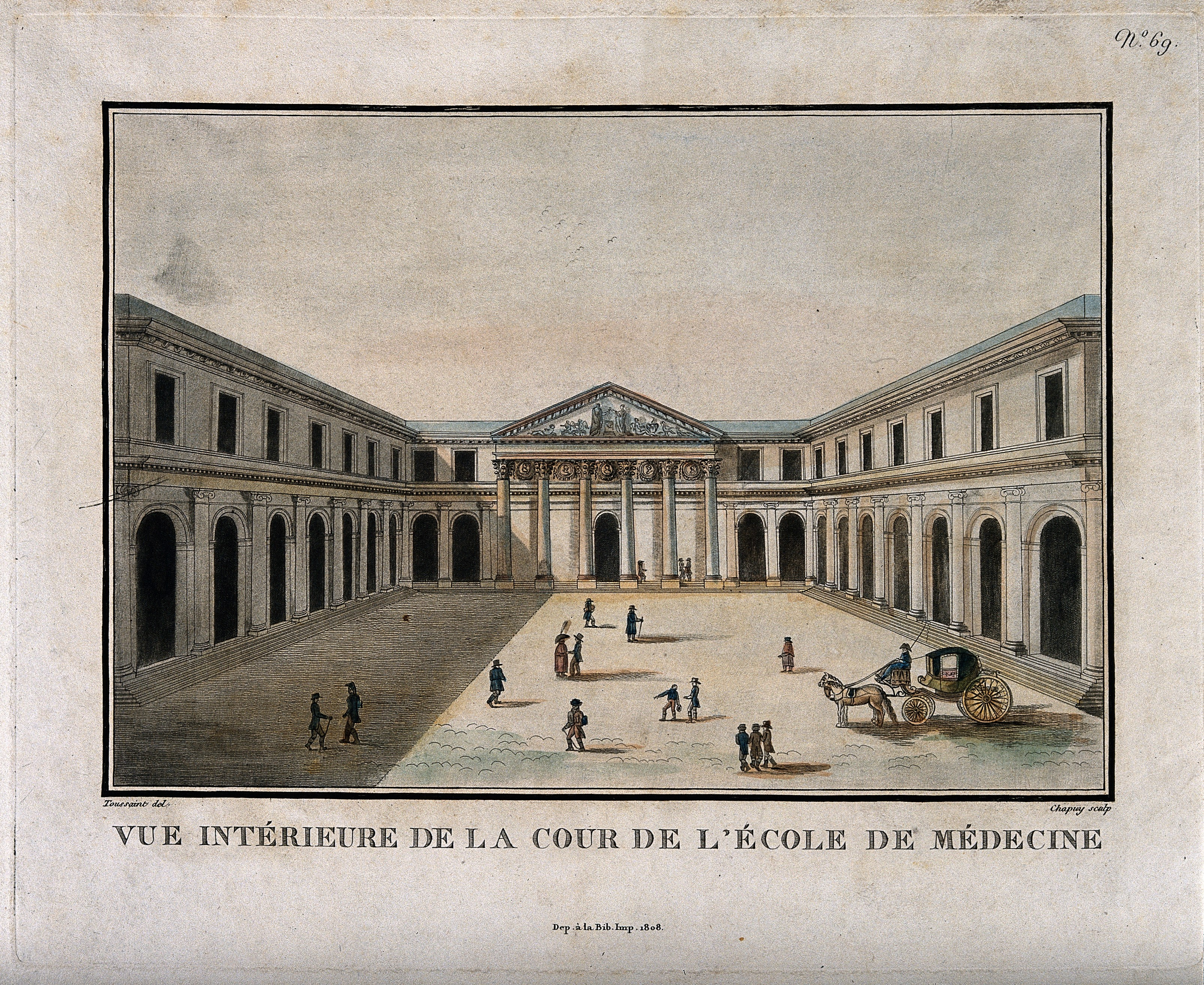
Cour intérieure de l'École de médecine de Paris en 1808, gravure de Jean Baptiste Chapuy d'après une création d'Henri Toussaint.

Cet article présente les faits marquants de l'année 1808 en santé et médecine.

## Évènements
- Le médecin allemand Franz Joseph Gall(1758-1828) fonde la phrénologie, pseudoscience[1] selon laquelle les protubérances du crâne révèlent les traits de caractère.

## Publications
- 25 janvier : Antoine Portal lit à l'Institut de France « Considérations sur la nature et le traitement de quelques maladies héréditaires ou de famille ».
- Première parution de la Bibliotek for Læger, journal médical, au Danemark.
- William P. C. Barton (en), A dissertation on the chymical properties and exhilarating effects of nitrus oxide gas : and its application to pneumatick medicine.
- Frédéric Charles Chardel, Monographie des dégénérations skirrheuses de l'estomac : fondée sur un grand nombre d'observations recueillies tant à la clinique interne de l'École de médecine de Paris, qu'à l'hôpital Cochin[2], Paris, Allut
- Franz Leopold Lafontaine, Traité de la plique polonaise : suivi d'observations sur cette maladie[2], traduction française par A. J. L. Jourdan, Paris, Méquignon — La plique était une maladie fréquente en Pologne.
- J. Lordat, Traité des hémorragies[2]

## Naissances
- 14 mars : James Manby Gully (mort en 1883), médecin thermaliste britannique[3].
- 15 mars : Hermann Friedrich Stannius (mort en 1883), physiologiste allemand.

## Décès
- 5 mai : Pierre Jean Georges Cabanis (né en 1757), médecin, physiologiste et philosophe français[4].
- 24 décembre : Thomas Beddoes (né en 1760), médecin anglais[5].